# Dempo
El Dempo és l'estratovolcà més alt de la província de Sumatra Meridional, Indonèsia. El cim s'eleva fins als 3.173 msnm i té una prominència de 2.450 metres. S'aixeca per sobre la plana de Pasumah, prop de Pagar Alam i consta de dos cims principals, el Gunung Dempo i el Gunung Marapi, construïts prop de la vora sud-est d’una caldera de 3 x 5 km trencada al nord. Al voltant del cim hi ha restes de set cràters. A l'extrem nord-oest del complex de cràters hi ha un llac de 400 metres d'amplada.
L'activitat més recent es va registrar el 2009. La seva activitat històrica s'ha limitat a petites o moderades explosions que provoquen la caiguda de cendres prop de volcà.